# Чиповская, Анна Борисовна
А́нна Бори́совна Чипо́вская (или А́ня Чипо́вская) (род. 16 июня 1987, Москва, РСФСР СССР) — российская актриса театра, кино, телевидения и дубляжа. Лауреат Премии Президента Российской Федерации для молодых деятелей культуры (2020).

## Биография
Мать — Ольга Чиповская (род. 1958), актриса Театра имени Е. Вахтангова, отец — Борис Фрумкин (род. 1944) — джазовый музыкант. Имеет польское происхождение по матери и еврейское – по отцу.
Родители хотели, чтобы Чиповская стала переводчиком, поэтому отдали дочь в лингвистическую гимназию. Параллельно с обучением в гимназии девушка работала в модельном агентстве. Однако сама Анна с детства мечтала о карьере актрисы: «я выросла в театре и не видела другого пути, — это стало определяющим фактором при выборе профессии актрисы. Мне нравится тысяча ролей, тысяча историй». Из гимназии Чиповская ушла после 9 класса, успешно сдав экзамены средней школы, и поступила в театральное училище. В кино дебютировала в 2003 году — в сериале «Операция „Цвет нации“». В 2004 году последовали роли в сериалах «Дорогая Маша Березина», «Холостяки», «Ландыш серебристый 2».
В 2005-х годах Чиповская начала пробовать себя в сфере моды и фотосессиях для мужских журналов, организованных модельным агентством «Парад».https://www.youtube.com/watch?v=0EASI2KCO9k Это неординарный шаг в её карьере актрисы положительно повлиял на узнаваемость среди продюсеров и кастинг-директоров, что в дальнейшей перспективе позитивно сказалось на её профессиональной карьере в сфере Кино и съёмках в известных проектах. А впоследствии - большей узнаваемости для более широкой аудитории.
В 2009 году окончила Школу-студию МХАТ (курс К. А. Райкина) и была принята в труппу Театра п/р Олега Табакова, в котором начала играть, будучи студенткой. В том же году «Независимая газета» выделила работу Чиповской в спектакле «Олеся» (главная роль), отметив перевоплощение персонажа Анны из смешного нелепого подростка в «не по возрасту зрелую женщину, обладающую магией предвидения».
В 2011 году снялась в новогодней комедии «Ёлки 2», а спустя два года в продолжении — «Ёлки 3», через год — в комедии «Ёлки лохматые».
В 12-серийном телесериале «Оттепель» (2013), действие которого происходит в начале 1960-х годов, с участием Чиповской развивается главная любовная линия сюжета. В образе юной и романтичной Марьяны Пичугиной новая и страстная любовь появляется в жизни кинооператора, виртуозного профессионала Виктора Хрусталёва. Обольстительная и сексапильная героиня Чиповской обретает первый, порой мучительный опыт в кинематографе и в отношениях со зрелым, переживающим кризис после недавнего развода мужчиной, олицетворяющим бунтарский дух шестидесятников, — в момент, когда драматические события происходят у него и на съёмочной площадке, и в ходе расследования загадочного убийства друга, в которое оказывается вовлечён любовник Марьяны.
После премьерного показа превосходно костюмированного сериала Чиповская дала несколько интервью, из которых следовало, что у её героини и другой пассии Хрусталёва Инги (актриса Виктория Исакова) было порядка 25 нарядов у каждой. Как призналась Анна, для создания атмосферы достоверности и соответствия исторической эпохе, у актрис под платьями были все подобающие аксессуары — бельё 1960-х, с поясом, чулками и трусиками: «Экипировка сложнейшая для ношения каждый день, но помогала создавать нужный силуэт». Благожелательные отзывы критики и в блогосфере вызвала также сцена, где Чиповская обошлась вовсе без всякого белья, после чего журнал «Glamour» назвал Анну новым секс-символом.
За роль в сериале «Оттепель» была выдвинута на премию «Золотой орёл» в номинации «Лучшая женская роль на телевидении». Однако премия досталась сопернице Чиповской по номинации и по фильму Виктории Исаковой. Тем не менее, портал FashionTime.ru отметил, что после «такого проекта актриса имеет все шансы триумфально стартовать даже в Голливуде».
С октября 2014 года в Театре Табакова играет роль Маши в спектакле «Три сестры». В начале 2015 года вышел фильм «Вычислитель», снимавшийся в Исландии, где партнёром Чиповской стал Евгений Миронов, затем сиквел «Любовь с акцентом и без» с Резо Гигинеишвили, а также ещё два сериала с участием Чиповской. В июне 2016 года вышел детективный триллер Рената Давлетьярова «Чистое искусство», в котором Чиповская сыграла главную роль девушки Саши, а в роли Сашиного возлюбленного снялся Пётр Фёдоров.
С 2015 года Чиповская играет одну из главных ролей в спектакле «Мужчины и женщины» на новой сцене театра им. Вахтангова.
10 февраля 2016 года в «Табакерке» состоялась премьера спектакля «Безымянная звезда» по пьесе румынского драматурга Михаила Себастиану с элементами мелодрамы и трагифарса в железнодорожном антураже. В спектакле Чиповская исполняет главную роль Моны, её партнёр — Павел Табаков. На Первом канале с участием актрисы вышла детективная драма «Тайны города Эн». Чиповская — в роли блогерши, вставляющей палки в ход криминального расследования. В начале августа 2016 года была утверждена на роль Дарьи Булавиной-Телегиной в новой экранизации романов А. Н. Толстого «Хождение по мукам» режиссёра Константина Худякова. Премьера 12-серийного телесериала состоялась осенью 2017 года.
В 2019 году Анна снялась ещё в одном фильме Константина Худякова — «Конец сезона», вновь вместе с Юлией Снигирь, Юлией Пересильд и Сергеем Колтаковым, как и в «Хождении по мукам».
В 2022 году ушла из театра Олега Табакова после 15 лет работы. Введена в спектакль МХТ "Сирано де Бержерак" (Роксана).
В ноябре 2022 года на экраны вышел психологический хоррор «Сёстры» с её участием.
Чиповская — посол красоты компании AVON, рекламировала на Первом канале косметическую продукцию.

## Личная жизнь
В 2008 году принимала ухаживания Алексея Воробьева, приблизительно через год пара рассталась.
С 2012 года встречалась с креативным директором рекламного агентства Даниилом Сергеевым. Расстались в 2016 году.
С 2017 года встречается с актёром Дмитрием Ендальцевым. 16 июня 2023 года, в свой день рождения, сообщила о свадьбе с Дмитрием.
В январе 2025 года стало известно о расставании пары.

## Творчество

### Роли в театре

#### МХТ имени А. П. Чехова
- «Амадей» (Катарина Кавальери)
- «Танец альбатроса» (Юдит)
- «Сирано де Бержерак» (Роксана)[27]

#### Московский театр-студия под руководством Олега Табакова
- «Женитьба Белугина» (Елена Кармина)
- «Олеся» (Олеся)[8]
- «Безумный день, или Женитьба Фигаро» (Фаншетта)
- «Волки и овцы» (Глафира Алексеевна)
- «Wonderland-80» (Натэлла)
- «Год, когда я не родился» (Ариадна Коромыслова)
- «Признания авантюриста Феликса Круля» (Певица Заза)
- «Сестра Надежда» (Шура)
- «Три сестры» (Маша Прозорова)
- «Кинастон» (Маргарет Хьюз)
- «И никого не стало» (Вера Клейторн)
- «Страсти по Бумбарашу» (Софья Николаевна)

#### Театр имени Вахтангова
- «Мужчины и женщины» (2015)

### Фильмография
| Год       |     | Название                                | Роль |
| --------- | --- | --------------------------------------- | --- |
| 2003      | с   | Операция «Цвет нации»                   | Аня |
| 2004      | с   | Дорогая Маша Березина                   | Света Попова                                                                                                   |
| 2004      | с   | Холостяки                               | Женя |
| 2004      | ф   | Сматывай удочки                         | Паганини |
| 2005      | ф   | Мужской сезон. Бархатная революция      | дочь майора Вершинина                                                                                          |
| 2008      | ф   | Лабиринты любви                         | Ася, горничная                                                                                                 |
| 2009—2010 | с   | Братаны                                 | Настя Царёва                                                                                                   |
| 2011      | ф   | Ёлки 2 (новелла «Дед Мороз»)            | Елена Кравчук, мать Насти                                                                                      |
| 2012      | ф   | 1812. Уланская баллада                  | Беата, кузина и посланница графини Марии Валевской                                                             |
| 2012      | ф   | Дирижёр                                 | Дарья |
| 2012      | с   | Побег 2                                 | Алёна Шевченко, торговка из Ростова-на-Дону                                                                    |
| 2012      | ф   | Шпион                                   | Надя |
| 2013      | с   | Всё началось в Харбине                  | Людмила Ержанова, дочь начальника подвижного состава Китайско-Восточной железной дороги (КВЖД) Фёдора Ержанова |
| 2013      | ф   | Ёлки 3                                  | Елена Кравчук, мать Насти                                                                                      |
| 2013      | с   | Оттепель                                | Марьяна Пичугина, студентка МГУ                                                                                |
| 2013      | ф   | Секс, кофе, сигареты                    | девушка в ресторане                                                                                            |
| 2014      | ф   | Вычислитель                             | Кристи (Анна Кристина)                                                                                         |
| 2014      | ф   | Ёлки лохматые                           | Елена Кравчук, мать Насти                                                                                      |
| 2014      | ф   | Зелёная карета                          | Марина, любовница Вадима, актриса                                                                              |
| 2014      | с   | Неслучайная встреча                     | Маргарита, официантка в кафе «Марсель»                                                                         |
| 2014      | с   | Уходящая натура                         | Алла Гуляева, молодая актриса, любовница кинорежиссёра Андрея Звонарёва                                        |
| 2015      | ф   | Гороскоп на удачу                       | Маргарита (Рита) Александровна Антонова, представительница крупного парфюмерного бренда                        |
| 2015      | ф   | Без границ                              | Полина, девушка Артёма                                                                                         |
| 2015      | кор | Хорошая работа                          | девушка в кафе                                                                                                 |
| 2016      | ф   | Суперплохие                             | Маша |
| 2016      | с   | Тайны города Эн                         | Вера, блогер                                                                                                   |
| 2016      | ф   | Чистое искусство                        | Саша Гайдукова, фотограф                                                                                       |
| 2017      | ф   | О любви                                 | Нина Александровна Сазонова, студентка восточного факультета СПбГУ, переводчица                                |
| 2017      | с   | Победители                              | Вера Андронова                                                                                                 |
| 2017      | ф   | Блокбастер                              | Наташа |
| 2017      | с   | Хождение по мукам                       | Дарья Дмитриевна Булавина-Телегина                                                                             |
| 2019      | ф   | Конец сезона                            | Анна |
| 2019      | с   | Пекарь и красавица                      | Александра Ларина, дочь миллиардера, топ-модель                                                                |
| 2019      | ф   | Хандра                                  | Алёна |
| 2020      | ф   | Маша                                    | взрослая Маша                                                                                                  |
| 2020      | с   | Взаперти                                | Катя |
| 2020      | ф   | (Не)случайные истории                   | Ирина |
| 2020—2022 | с   | Пассажиры (девятая—шестнадцатая серии)  | Мэри |
| 2020      | с   | Псих                                    | Лена, пациентка психотерапевта Олега                                                                           |
| 2020      | ф   | Кто-нибудь видел мою девчонку?          | Кира |
| 2020      | с   | Последний министр (серия № 6 «О любви») | Антонина Редькина, директор стратегического развития канадского порносайта «Look at me»                        |
| 2021      | ф   | Вмешательство                           | Маша |
| 2021      | кор | Скрытый космос                          | женщина |
| 2021      | ф   | Ёлки 8 (новелла «Как в Лапландии»)      | Ксения, жена бизнесмена Орехова из Уфы                                                                         |
| 2021      | с   | Комета Галлея                           | Таисия Артемьева, тренер по тайскому боксу, дочь Юлии Борисовны, внучка Янги Львовны, старшая сестра Дарьи     |
| 2022      | ф   | Французский мастер                      | Лилия Сергеевна / Ольга / Эльза                                                                                |
| 2022      | ф   | Сёстры                                  | Лида |
| 2023      | ф   | Хоккейные папы                          | Светлана |
| 2023      | с   | Первый класс                            | Лена |
| 2024      | ф   | Любви не бывает?                        | Катя |
| 2025      | ф   | Пророк. История Александра Пушкина      | графиня Елизавета Ксаверьевна Воронцова                                                                        |
| 2025      | с   | Атом                                    | Екатерина Лазарева                                                                                             |
| 2025      | с   | Александр I                             | Нарышкина |

### Дубляж
- 2013 — Реальная белка — Энди (Кэтрин Хайгл)
- 2015 — Хардкор — Эстель (Хейли Беннетт)

### Роли в клипах
- 2004 — «Короли ночной Вероны» (мюзикл «Ромео и Джульетта») — Андрей Александрин, Сергей Ли, Александр Постоленко
- 2004 — «Счастье» (мюзикл «Ромео и Джульетта»)
- «Моя звезда» («Неонавт»)
- 2008 — «Новая русская калинка» (Алексей Воробьёв)
- 2012 — «Бам-Бам» (Алексей Воробьёв)
- 2014 — «Космос» (Дарья Чаруша)
- 2018 — «Black Swan» (Manizha feat. Анна Чиповская)[29]
- 2021 — «Родной» (LOBODA)
- 2023 — «Острой бритвой» (Дима Билан)[30]

### Песни
- 2015 — «My Girl» (кавер-версия песни группы «Nirvana», OST «Холодный фронт»)[31]
- 2018 — «Black Swan» (Manizha feat. Анна Чиповская)[29]

## Награды и номинации
- 2015 — Номинация на премию «Золотой орёл» за лучшую женскую роль на телевидении («Оттепель»).
- 2016 — Номинация на премию «Золотой орёл» за лучшую женскую роль второго плана («Без границ»).
- 2019 — Номинация на премию «Золотой орёл» за лучшую женскую роль на телевидении («Хождение по мукам»).
- 2020 — Премия Президента Российской Федерации для молодых деятелей культуры — за исполнение ролей классического и современного репертуаров в театре и кино.[32]
- 2021 — Премия «Звезда Театрала» в номинации «Лучшая роль театральной актрисы в кино» («Кто-нибудь видел мою девчонку?»).
- 2024 — Приз IX-й премии OK! Awards «Больше чем звёзды» в категории «Главный герой. Сериалы. Актриса» (за роль в телесериале «Первый класс»).[33].